# Tyler Bryant and the Shakedown
Tyler Bryant and the Shakedown est un groupe de rock américain, originaire de Nashville, dans le Tennessee. Il est formé en 2009.

## Biographie

### Formation
Tyler Bryant, originaire de Hoey Grove (Texas) arrive à Nashville à l'âge de 17 ans où il rencontre le batteur Caleb Crosby. Après une semaine, ils forment The Shakedown et commencent à jouer avec Calvin Webster à la basse. Bryant fait ensuite la connaissance du guitariste Graham Whitford (fils de Brad Whitford d'Aerosmith) qui rejoint le groupe. Noah Denney remplace le bassiste Calvin Webster pour donner lieu à la formation actuelle du groupe.

### Activité
Le groupe sort son premier album, Wild Child, qui est enregistré en analogique par le producteur Vance Powell (Jack White, Beck, Seasick Steve). Wild Child est publié le 22 janvier 2013 par Carved Records et comprend des morceaux issus de Rolling Stone, Nylon et Interview.
En novembre 2015, le groupe sort un EP, The Wayside. Tyler Bryant and the Shakedown joue en première partie d'AC/DC, Aerosmith, B.B. King, Eric Clapton, Jeff Beck et ZZ Top, ainsi que de nombreux concerts dans le circuit des clubs rock et blues. Le groupe joue en première partie de Guns N' Roses en 2016 et 2017 lors de la tournée Not in This Lifetime.
En 2019, le groupe enregistre et sort son troisième album "Truth And Lies" via Snakefarm Records, division de Spinefarm Records. S'ensuivent de nombreuses tournées aux Etats-Unis et en Europe et des prestations remarquées en première partie du groupe australien de hard rock Airbourne.
Début 2020, Noah Denney annonce son départ du groupe, souhaitant se consacrer à d'autres projets musicaux et reprendre son activité de batteur. En raison de la pandémie du Covid19, l'ensemble des dates programmées ont été annulées. Début mars 2020, le groupe a démarré la composition de nouveaux titres. Initialement prévu tel un EP, c'est finalement un quatrième album qui va voir le jour.
Enregistré chez Tyler Bryant avec l'aide de Roger Alan Nichols, qui les suit depuis les débuts du groupe, le groupe annonce ainsi la sortie de "Pressure", composé de treize pistes, pour le 16 octobre 2020 via Snakefarm Records.

## Membres

### Membres actuels
- Tyler Bryant – guitare, chant
- Caleb Crosby – batterie
- Graham Whitford – guitare

### Ancien membre
- Calvin Webster – basse
- Noah Denney – basse, chœurs

## Discographie

### Studio albums
| Title                        | Album details                                                                          |
| ---------------------------- | -------------------------------------------------------------------------------------- |
| Wild Child                   | - Released: January 22, 2013 - Label: Carved - Formats: CD, LP, digital                |
| Tyler Bryant & the Shakedown | - Released: November 3, 2017 - Label: Snakefarm - Formats: CD, LP, digital             |
| Truth and Lies               | - Released: June 28, 2019 - Label: Snakefarm - Formats: CD, LP, digital                |
| Pressure                     | - Released: October 16, 2020 - Label: Snakefarm - Formats: CD, LP, digital             |
| Shake the Roots              | - Released: September 9, 2022 - Label: Rattle Shake Records - Formats: CD, LP, digital |
| Electrified                  | - Sortie : 10 mai 2024 - Label: Rattle Shake Records - Formats: CD, LP, digital        |

### Extended plays
| Title               | EP details                                                                              |
| ------------------- | --------------------------------------------------------------------------------------- |
| My Radio            | - Released: March 29, 2011 - Label: Tyler Bryant Music - Formats: CD, digital           |
| From the Sandcastle | - Released: September 20, 2011 - Label: Tyler Bryant Music - Formats: CD, digital       |
| Bombay B-Sides      | - Released: April 2015 - Label: Smokedown Records - Formats: CD                         |
| The Wayside         | - Released: November 13, 2015 - Label: John Varvatos Records - Formats: CD, LP, digital |
| Rust ‘N’ Roll       | - Released: September 23, 2021 - Label: Bare Bones Records - Formats: CD                |
| Dirty Work          | - Released: March 24, 2023 - Label: Bare Bones Records - Formats: CD, digital           |

### Live albums
| Title         | Album details                                                              |
| ------------- | -------------------------------------------------------------------------- |
| LIVE From '79 | - Released: September 29, 2023 - Label: Rattle Shake Records - Formats: LP |